# Globicornis mongolicus
Globicornis mongolicus is een keversoort uit de familie spektorren (Dermestidae). De wetenschappelijke naam van de soort werd in 1973 gepubliceerd door Zhantiev.